# Ола Нордманн

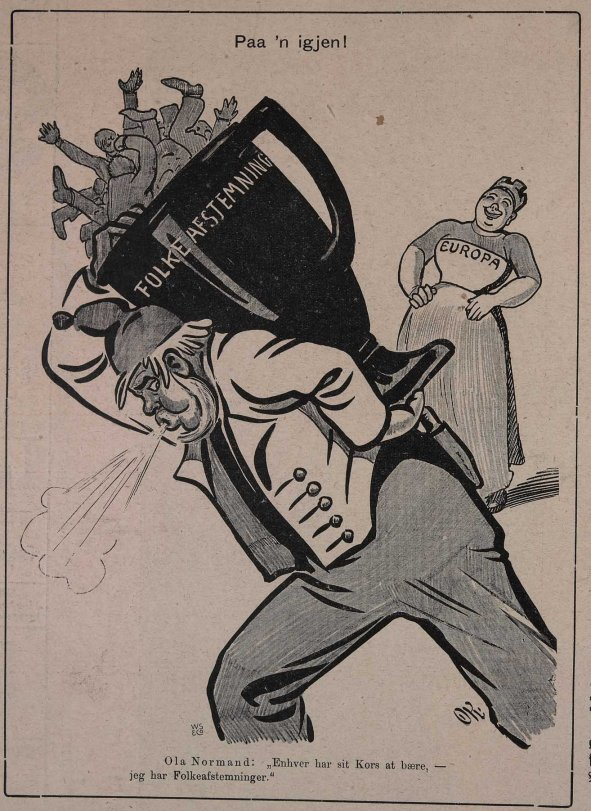
Карикатури на Олу Нордманна поширені в Норвегії. Ця карикатура виконана Олафом Кроном в 1905 і зображує, як Ола Нордманн несе тягар одразу двох референдумів, що проходили 1905, в той час як на віддалі Європа сміється над ним

Ола Нордманн (норв. Ola Nordmann) — національна персоніфікація Норвегії.
В засобах масової інформації часто використовується для опису трендів, притаманних норвезькому суспільству. Наприклад, заголовок в газеті «Норвежці стали споживати менше молока» також може виглядати як «Ола Нордманн став пити менше молока».
У карикатурах Ола Нордманн як національна персоніфікація Норвегії зазвичай зображується як блондин, одягнений в традиційний норвезький костюм бунад і з вовняним червоним ковпаком на голові — традиційний головний убір норвезьких гномів або Ніссе. Такий головою убір також зазвичай носили норвезькі фермери, переважно в старій норвезькій фермерській культурі. У період національного романтизму фермер часто ототожнювався з норвезьким народом взагалі, що й стало передумовою для такого подання.
Також ім'я Ола Нордманн використовується як ім'я «за замовчуванням» в зразках заповнення анкет, форм, тощо (аналогічно російській Іванов Іван Іванович).

## Етимологія
Ола — поширене чоловіче ім'я в Норвегії, похідне від Олаф (Олав).
Нордманн — етнохоронім норвежців.

## Карі Нордманн
Жіночий еквівалент Ола Нордманна — Карі Нордманн. Разом Карі і Ола Нордманн часто використовуються для опису традиційної норвезької родини.